# 嘉義市東區林森國民小學
嘉義市林森國民小學，簡稱林森國小，位於台灣嘉義市東區的一所小學，學區有嘉義市太平里、王田里、中山里、東川里、圳頭里、新店里、後庄里。校址為嘉義市東區新店里林森東路346號。

## 林森校史
- 1939年4月1日成立，校名為嘉義市新高公學校，校址設於嘉義市新高町(現嘉義大學林森校區)，班級數15班，學生1,123人。
- 1941年改稱新高國民學校
- 1945年(民國34年)12月6日，改為嘉義市林森國民學校，校名為紀念國民政府前主席林森。學制由每年三學期的春季班開學改為每年二學期的秋季班開學，教學科目為國父遺教、三字經、人生必讀、漢文讀本等[1]。
- 1946年11月13日改為嘉義市新東區林森國民學校。
- 1950年10月25日改為嘉義縣新東鎮林森國民學校
- 1951年11月29日改為嘉義縣嘉義市林森國民學校。
- 1957年9月1日校地讓予新成立的嘉義師範學校。
- 1958年2月4日設和平分校。
- 1960年1月23日遷入現址，和平分校獨立設校。
- 1968年9月1日改稱嘉義縣嘉義市林森國民小學。
- 1972年9月6日設置特殊教育實驗班一班。
- 1973年9月1日接收和平國小校舍，改為林森國小和平分校(並將本部部分班級調遷分校)。
- 1974年9月1日設立精忠分校於圳頭里精忠一村東側。
- 1975年9月1日撤銷和平分校(學生重回本校上課)。全校學生數有48班2,507人
- 1976年畢業班數為7班361人。
- 1977年9月成立附屬幼稚園。全校學生數有49班2,588人。
- 1978年8月1日精忠分校獨立為精忠國民小學。
- 1979年畢業班數為7班479人(學生達最多數)。
- 1982年7月1日改為嘉義市林森國民小學，並消除二部制上課方式。
- 1994年學生活動中心落成。
- 1996年校門遷移至活動中心前。
- 2000年新建教學大樓(同馨樓)完工。
- 2010年曾秀鳳老師，獲得教育部99年師鐸獎。
- 2019年12月28日，舉辦八十週年校慶。
- 2024年11月9日，舉辦85週年校慶，活動以「林森傳承迎85，永續淨零愛+1」為主題，典禮由校長吳育楷領頭。
- 2025年6月10日，嘉義市政府辦理114學年度公立國民中小學第二次校長遴選會議，吳育楷校長成功連任。

## 歷任校長
- 第一任：金子一二(1939年4月1日-1945年9月)
- 第二任：黃茂興(1945年10月-1949年7月31日)
- 第三任：蕭再枝(1949年8月1日-1950年1月31日)
- 第四任：黃茂興(1950年2月1日-1951年7月31日)
- 第五任：方維垣(1951年8月1日-1957年8月31日)
- 第六任：蔡順(1957年9月1日-1971年9月30日)
- 第七任：邱水標(1971年10月1日-1980年7月31日)
- 第八任：劉長友(1980年8月1日-1999年7月31日)
- 第九任：黃明哲(1987年8月1日-1990年7月31日)
- 第十任：莊幸男(1990年8月1日-1994年7月31日)
- 第十一任：林芳雄(1994年8月1日-2000年2月18日)
- 第十二任：陳火川(2000年2月19日-2007年7月31日)
- 第十三任：陳文瑜(2007年8月1日-2013年7月31日)
- 第十四任：吳淑任(2013年8月1日-2017年7月31日)
- 第十五任：吳淑任(2017年8月1日-2021年7月31日)
- 第十六任：吳育楷(2021年8月1日-2025年7月31日)
- 第十七任：吳育楷(2025年8月1日- )

## 學校環境
林森校舍於1960年建成時，係三棟二層樓建築並列，北面第一棟為五、六年級生上課教室，中間第二棟為三、四年級生教室，南面第三棟為一、二年級生教室。後經改建至2000年教學大樓落成，近校門為學生活動中心，中間為第一棟大樓(同馨樓)，功能為教學大樓，南面第二棟大樓為一年級及幼稚園之教學大樓，靠操場及遊戲區。北面綠色隧道之稱的鐵花棚架，為靠車水馬龍的林森東路及教學大樓之間。西側停車場兼資源回收場，是放學之安親班接送區，與花圃之健康步道結合，並改成家長接送區，並將學校綠帶與社區結合。

## 林森校歌
林森林森，萬里鵬程。紀念前哲，與有光榮。

巍峨宏舍，錦繡園庭。平施五育，德智體群美。

莘莘學子，模範國民。校友盈邑，輩出才能。

服務社會，聲著桃城。開來既往，勿落後塵。